# Khao Saming (huyện)
Khao Saming (tiếng Thái: เขาสมิง) là một huyện (amphoe) tại tỉnh Trat, phía đông Thái Lan.

## Lịch sử
The district được thành lập năm 1898,nhưng tên của huyện và trụ sở huyện đã được thay đổi nhiều lần: đầu tiên là Si Bua Thong, sau đó Thung Yai, cuối cùng được đổi tên thành Khao Saming khi trụ sở huyện đã được dời đến Ban Tha Kathon ở tambon Khao Saming.

## Địa lý
Các huyện giáp ranh (từ phía bắc theo chiều kim đồng hồ) là: Khlung của tỉnh Chanthaburi, Bo Rai, Mueang Trat, Laem Ngop của tỉnh Trat.

## Hành chính
Huyện này được chia thành 8 phó huyện (tambon), các đơn vị này lại được chia ra thành 66 làng (muban). Hai thị trấn (thesaban tambon): Saen Tung nằm trên một phần của tambon Saen Tung, và Khao Saming nằm trên một phần của tambon Khao Saming và Thung Nonsi. Có 8 Tổ chức hành chính tambon.
| 1. | Khao Saming  | เขาสมิง   |  |
| 2. | Saen Tung    | แสนตุ้ง    |  |
| 3. | Wang Takhian | วังตะเคียน |  |
| 4. | Tha Som      | ท่าโสม    |  |
| 5. | Sato         | สะตอ     |  |
| 6. | Pranit       | ประณีต    |  |
| 7. | Thep Nimit   | เทพนิมิต   |  |
| 8. | Thung Nonsi  | ทุ่งนนทรี   |  |